# Kimberley Santos
Kimberley Santos (21 de agosto de 1961) é uma rainha de beleza de Guam apontada Miss Mundo 1980 após a renúncia da primeira colocada, Gabriella Brum, da Alemanha Oriental, que se descobriu havia posado nua, algo proibido pelas regras do concurso.
Kimberley é a única de seu país até hoje, janeiro de 2020, a ter ostentado a coroa de Miss Mundo. 

## Biografia
Kimberley foi descoberta numa loja de calçados por Madeleine Bordallo. "Eu a vi e notei imediatamente que ela tinha longas pernas e um belo corpo, então pedi que ela fosse uma candidata", disse Bordallo, então Deputada Federal, em 2011.

## Miss Mundo 1980
Kimberley ficou em segundo lugar no concurso, vencido por Gabriella Brum, que derrotou outras 66 concorrentes no concurso realizado no Royal Albert Hall, em Londres, no dia 13 de novembro de 1980.

### A renúncia de Gabriella e a coroação de Kimberley
Cerca de 18 horas depois de eleita, Gabriella renunciou ao título por ter posado nua antes do concurso, segundo o The Guardian e o Le Journal de Québec. Kimberley foi coroada em seu país, em Ypao Beach, por Mary Stavin, Miss Mundo 1977. (acesse imagem de uma matéria publicada na revista Hola, edição 1895) (acesse outra imagem de uma matéria publicada)

### Reinado
Kimberley aceitou a coroa logo após a renúncia de Gabriella, mas seu reinado não começou bem, pois em janeiro de 1981 seu namorado François Reyes cometeu suicídio por não suportar viver longe dela durante seu ano de atividades. Segundo a revista francesa Paris Match em 2016, ele sentou-se em frente a ela com a arma nas mãos e atirou. Ela teria dito que tinha tentado tirar a arma de suas mãos, mas que ele estava com os dedos no gatilho.